# I Królewsko-Bawarski Rezerwowy Korpus Armijny
I Królewsko-Bawarski Rezerwowy Korpus Armijny  (niem. I. Königlich Bayerisches Reserve-Korps)  – wyższy rezerwowy związek taktyczny Armii Cesarstwa Niemieckiego. 
W sierpniu 1914 rozwinięto w Niemczech do etatów wojennych związki operacyjne (armie). W skład 6 Armii wszedł między innymi I Bawarski Rezerwowy Korpus Armijny. W I wojnie światowej korpus walczył na froncie zachodnim.

## Struktura organizacyjna
Skład od 2 VIII 1914 do 20 IX 1915:
- dowództwo korpusu
- 1 Bawarska Dywizja Rezerwowa
- 9 Bawarska Dywizja Rezerwowa